# رينزابرايد
رينزابرايد (بالإنجليزية: Renzapride)‏ ويعرف بالاسم التجاري رينزابرايد (بالإنجليزية: Renzapride)‏ هو دواء يساعد على تنظيم حركة الأمعاء، ويستخدم لعلاج التهاب المعدة، والارتجاع المعدي المريئي، عسر الهضم، أعراض القولون العصبي.